# Ayumi Karino
Ayumi Karino, född den 6 november 1984 i Amagasaki, är en japansk softbollspelare.
Hon tog OS-guld vid de olympiska softboll-turneringarna vid olympiska sommarspelen 2008 i Peking.